# Ender III - Xenocidio
Ender III - Xenocidio è un romanzo di fantascienza del 1991 dello scrittore statunitense Orson Scott Card. Costituisce il terzo libro del Ciclo di Ender. Ha ottenuto la candidatura al Premio Hugo
.

## Trama
Lusitania è un pianeta ribelle da quando abitanti e governo si sono rifiutati di far processare gli xenologi colpevoli di aver interagito con la razza aliena indigena dei pequeninos, detti gergalmente maiali. Per questo atto di rivolta, una flotta dotata del Molecular Detachment Device sta navigando alla volta di Lusitania. Un modo drastico per risolvere un concretissimo rischio di contagio galattico: sul pianeta, infatti, imperversa la descolada, un virus senziente capace di evolversi e che non è possibile distruggere definitivamente perché parte del ciclo vitale dei maiali, per i quali è fondamentale per passare alla “terza vita”, l’esistenza arborea cui è legata la loro riproduzione. Ma, su Lusitania, Ender Wiggin non ha certo intenzione di restare con le mani in mano aspettando il peggio, tanto più che la distruzione del pianeta comporterebbe l’eliminazione non solo dei coloni umani e dei maiali, ma anche di una terza razza aliena, quella degli Scorpioni, scampata già una volta al completo sterminio. E mentre Jane, l’intelligenza artificiale composta dai raggi filotici che collegano gli ansible, crea scompiglio informatico cercando di ritardare il più possibile l’attacco, una gentile fanciulla taoista, sul lontano pianeta Path, è incaricata di scoprire che fine abbia fatto la flotta Starways, apparentemente scomparsa, e di capire quale sia la volontà di quegli Dei che le parlano da quando era solo una bambina